# Zabołotce
Zabołotce (ukr. Заболотці) – wieś na Ukrainie w rejonie włodzimierskim obwodu wołyńskiego.
Miejsce zbrodni na Polakach podczas rzezi wołyńskiej w 1943 roku.
Do 2020 w rejonie iwanickim.